# Purwodadi (Jaya Loka)
Purwodadi is een bestuurslaag in het regentschap Musi Rawas van de provincie Zuid-Sumatra, Indonesië. Purwodadi telt 369 inwoners (volkstelling 2010).